# Cannonball Run 3
Cannonball Run 3, (engelska Speed zone!), är en amerikansk action-komedi från 1989 i regi av Jim Drake med John Candy i huvudrollen. Filmen släpptes direkt på video den 24 augusti 2002.

## Handling
En grupp motorintresserade bestämmer sig för att delta i den illegala biltävlingen Cannonball Run och köra från USA:s östkust till västkust där den som kommer först fram vinner. Men deltagarna har både polisen som den aspirerande senatorn Spiro T. Edsel i hälarna.

## Om filmen
Filmen är inspelad i Lachute och Montréal i Québec, Kanada samt i Los Angeles och Santa Monica i Kalifornien, USA.

## Rollista (urval)
- John Candy - Charlie Cronan
- Donna Dixon - Tiffany
- Mimi Kuzyk - Heather Scott
- Melody Anderson - Lea Roberts
- Peter Boyle - Spiro T. Edsel
- Don Lake - Whitman
- John Schneider - Donato
- Jamie Farr - Shejk
- Lee Van Cleef - Rock-Skipping Grandfather
- Harvey Atkin - Gus Gold
- Eugene Levy - Leo Ross
- Michael Spinks - Som sig själv
- Brooke Shields - Flygvärdinna
- Alyssa Milano - Lurleen
- Carl Lewis - Som sig själv